# August Kramer (Politiker)

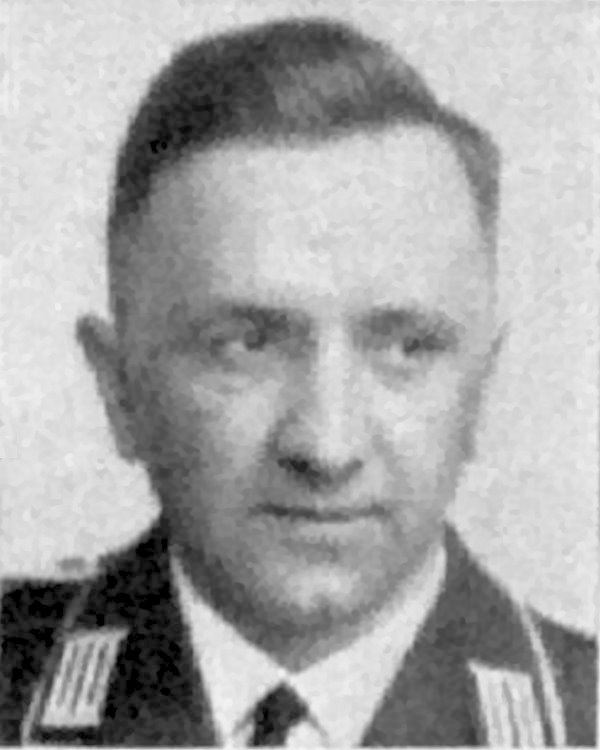
August Kramer (1933)

August Hermann Kramer (* 19. Oktober 1900 in Lahr, Baden; † 22. Juli 1979 in Bad Rippoldsau-Schapbach) war ein deutscher Politiker (NSDAP).

## Leben und Wirken
Der Sohn eines Lithografen wuchs nach dem frühen Tod seiner Eltern zunächst bei seinen Großeltern, dann in einem Waisenheim auf. Nach dem Besuch der Volksschule in Lahr in den Jahren 1907 bis 1915 und des Vorseminars in Lahr von 1915 bis 1918 wurde Kramer von 1918 bis 1921 am Lehrerseminar in Heidelberg ausgebildet. In der Endphase des Ersten Weltkrieges wurde Kramer im Juni 1918 zum Kriegsdienst eingezogen; im Dezember des Jahres schied er aus der Armee aus. Nach der Kandidatenprüfung war er von Ostern 1921 bis Januar 1922 als Hilfskraft im badischen Ministerium des Kultus und Unterrichts tätig. Anschließend war er Unterlehrer in Linkenheim und Liedolsheim.
Kramer trat der NSDAP 1922 bei, nachdem er als Mitglied eines Wanderklubs bei einem Besuch in München Nationalsozialisten kennengelernt hatte. Nach seiner Versetzung nach Liedolsheim gehörte Kramer zusammen mit Robert Roth und Albert Roth zu den führenden Nationalsozialisten des Dorfes, das sich zu einer frühen Hochburg der NSDAP und ihrer Ersatzorganisationen entwickelte. Im Juli 1923 gehörte Kramer zu einer Gruppe von Liedolsheimern, die an einem Turnfest in München teilnahm. Dabei kam es zu einer persönlichen, angeblich einstündigen Begegnung mit Hitler. Hitler lehnte die Bitten nach Unterstützung und einem Besuch in Liedolsheim ab: Er könne derzeit keinen einzigen Mann in Bayern entbehren. Im gleichen Monat organisierte Kramer in Liedolsheim eine Kundgebung der in Baden seit Juli 1922 verbotenen NSDAP. An der als „Schlageter-Gedenkfeier“ deklarierten Veranstaltung nahmen rund 300 Nationalsozialisten und Völkische aus Nord- und Mittelbaden teil. Nach der Kundgebung wurde Kramer vorübergehend wegen eines Vergehens gegen das Republikschutzgesetz verhaftet. Im August 1923 wurde er eigenen Angaben zufolge wegen seiner Zugehörigkeit zur NSDAP aus dem Schuldienst entlassen. Nach anderen Angaben soll Kramer Geld unterschlagen haben. Dem sozialdemokratischen Publizisten Helmuth Klotz zufolge wurde Kramer im November 1924 vom Amtsgericht Karlsruhe wegen Unterschlagung zu einer Haftstrafe von einem Monat verurteilt.
Nach seiner Entlassung aus dem Staatsdienst war Kramer hauptberuflich für die 1925 wieder zugelassene NSDAP tätig und trat ihr zum 17. Februar 1926 wieder bei (Mitgliedsnummer 30.312). Im selben Jahr war er Ortsgruppenleiter in Heidelberg; im folgenden Jahr wurde er der dortige Bezirksleiter der Partei. Am 1. Mai 1927 wurde Kramer zum Gaugeschäftsführer des Gaues Baden der NSDAP ernannt. Kramer wird zu einer „Gauclique“ um Gauleiter Robert Wagner gezählt, die gleichermaßen loyal zu Wagner stand und kompetent beim Aufbau der Parteiorganisation war. Kramer, vor 1933 einer der wichtigsten Redner der Partei in Baden, wurde am 1. Dezember 1930 zum Gaupropagandaleiter des NSDAP-Gaues Baden bestellt. Im November 1930 übernahm Kramer erstmals ein öffentliches Amt als Stadtrat in Karlsruhe, das er bis zum April 1933 beibehielt.
Nach der nationalsozialistischen Machtergreifung wurde Kramer am 1. Juli 1933 zum Leiter des Personalamtes des Gaues Baden der NSDAP und der Gauamtswalterschule ernannt. Am 11. August 1934 wurde er zum Gauinspekteur ernannt. Von Februar 1935 bis 1945 war Kramer als Gauorganisationsleiter für alle organisations- und verwaltungstechnischen Fragen des Parteiapparats in Baden verantwortlich. In der SA wurde er im Mai 1937 zum SA-Standartenführer befördert.
Von April 1933 bis zur Auflösung dieser Körperschaft im Oktober 1933 war Kramer Abgeordneter des Badischen Landtags. Anschließend saß er von November 1933 bis Kriegsende als Abgeordneter für den Wahlkreis 32 (Baden) im nationalsozialistischen Reichstag.